# مبرد المفاعل النووي
| المبرد                      | نقطة الانصهار | نقطة الغليان |
| --------------------------- | ------------- | ------------ |
| الماء الثقيل                |               | 345 °C       |
| الصوديوم                    | 97.72 °C      | 883 °C       |
| فلوريد الليثيوم والبيريليوم | 459 °C        | 1430 °C      |
| الرصاص                      | 327.46 °C     | 1749 °C      |

مبرد المفاعل النووي هو سائل تبريد في مفاعل نووي يستخدم لإزالة الحرارة من قلب المفاعل النووي ونقله إلى المولدات الكهربائية والبيئة. في كثير من الأحيان يتم استخدام سلسلة من حلقتين لسائل التبريد لأن حلقة سائل التبريد الأساسية تتعامل مع النشاط الإشعاعي قصير المدى من المفاعل.

## الماء
تقريبا جميع محطات الطاقة النووية التي تعمل حاليا عبارة عن مفاعلات تعمل بالماء الخفيف حيث تستخدم الماء العادي تحت ضغط عالي كمشرف للتبريد والنيوترونات.
يوجد حوالي ثلث المفاعلات في العالم من نوع مفاعلات الماء المغلي حيث يمر المبرد الأساسي بمرحلة انتقال إلى البخار داخل المفاعل.
حوالي 2/3 مفاعلات الماء المضغوط في ضغط أعلى حيث تبقى المفاعلات الحالية تحت النقطة الحرجة عند حوالي 374 درجة مئوية و 218 بار حيث يختفي التمييز بين السائل والغاز مما يحد من الكفاءة الحرارية.
تستخدم مفاعلات الماء الثقيل أكسيد الديوتريوم الذي له خصائص متطابقة مع الماء العادي ولكن التقاط النيوترون أقل بكثير مما يسمح باعتدال أكثر شمولية.
|  |  |

## المياه الملوثة
يتم استخدام الماء المسخن كمبرد خلال التشغيل العادي لمفاعلات الماء المضغوط وكذلك في أنظمة الطوارئ الأساسية للتبريد لكل من مفاعلات الماء المضغوط ومفاعلات الماء المغلي.

## المعدن المنصهر
تتميز المفاعلات السريعة بكثافة عالية للطاقة ولا تحتاج إلى اعتدال نيوتروني.
معظمها عبارة عن مفاعلات مبردة بالمعادن السائلة باستخدام الصوديوم المنصهر والرصاص والمعادن الأخرى تم اقتراحها واستخدامها من حين لآخر حيث تم استخدام الزئبق في أول مفاعل سريع.

## الصوديوم المذاب
تشترك الأملاح المنصهرة مع المعادن في ميزة انخفاض ضغط البخار حتى في درجات الحرارة العالية وتكون أقل تفاعل كيميائي من الصوديوم.
الأملاح التي تحتوي على عناصر خفيفة مثل فلوريد الليثيوم والبيريليوم يمكن أن توفر أيضا اعتدالا. في تجربة مفاعل الصوديوم المصهور كان بمثابة مذيب يحمل الوقود النووي.

## الغاز

رسم توضيحي لعمل مفاعل تبريد غازي تقدمي في بريطانيا، ويلاحظ وجود جميع أجزاء المفاعل داخل الحاوية الضخمة المصنوعة من الخرسانة المسلحة بالحديد وهي تحافظ على الضغط وتحجب الإشعاع عن الخروج :
1. فتحات التموين
2. قضبان التحكم
3. مهدئ من الجرافيت
4. وحدات اليورانيوم
5. حاوية الضغط الخرسانية
6. طلمبة الغاز
7. ماء
8. طلمبة الماء
9. مبادل حراري
10. بخار

تم استخدام الغازات كمبرد مثل الهيليوم حيث يكون خامل للغاية من الناحية الكيميائية عندما يتعلق بالتفاعلات النووية ولكن لديه قدرة حرارة منخفضة.

## الهيدروكربونات
المفاعلات التي يتم ضبطها وتبريدها عضويا كانت عبارة عن فكرة تمت دراستها الا انها لم تكن ناجحة.

## انظر ايضاً
- مفاعل الماء المغلي
- مفاعل الماء المضغوط
- نظام سلامة المفاعلات النووية
- الأمن والسلامة النووي
- تقنية نووية
- مفاعل الماء الثقيل المضغوط

## وصلات خارجية
- لعبة محطة الطاقة النووية - Web-based simple nuclear power plant game
- Uranium.Info موقع لبيع اليورانيوم .
- Information about all NPP in the world - معلومات حول جميع محطات الطاقة النووية في العالم
- U.S. plants and operators - المحطات والمشغلين في الولايات المتحدة
- مركز البحوث النووية بلجيكا - SCK.CEN Belgian Nuclear Research Centre in Mol.
- Civil Liability for Nuclear Damage - الجمعية النووية العالمية